# NGC 3447
NGC 3447 је спирална галаксија у сазвежђу Лав која се налази на NGC листи објеката дубоког неба.
Деклинација објекта је + 16° 46' 19" а ректасцензија 10h 53m 24,0s. Привидна величина (магнитуда) објекта NGC 3447 износи 13,3 а фотографска магнитуда 13,9. Налази се на удаљености од 20,1000 милиона парсека од Сунца. NGC 3447 је још познат и под ознакама UGC 6006, MCG 3-28-27, CGCG 95-58, IRAS 10507+1702, VV 252, KCPG 255A, PGC 32694.